# Augustine Van de Vyver
Augustine Van de Vyver (Haasdonk, 1º dicembre 1844 – Richmond, 16 ottobre 1911) è stato un vescovo cattolico belga naturalizzato statunitense.

## Biografia
Entrato nello stato ecclesiastico, compì gli studi teologici e filosofici nel Collegio americano di Lovanio e fu ordinato prete nel 1870.
Fu inviato nella diocesi di Richmond e fu parroco prima di Harper's Ferry, dal 1875 al 1881, e poi della cattedrale.
In seguito fu vicario generale del vescovo John Joseph Keane e, quando questi lasciò la guida della diocesi, nel 1889 fu chiamato a succedergli.
Promosse la costruzione di una nuova cattedrale e favorì la diffusione di numerose associazioni cattoliche, soprattutto dei Cavalieri di Colombo; fondò scuole, ospedali, enti benefici e culturali e diede impulso alla stampa cattolica; partecipò all'organizzazione di numerosi incontri dei vescovi statunitensi.

## Genealogia episcopale
La genealogia episcopale è:
- Cardinale Scipione Rebiba
- Cardinale Giulio Antonio Santori
- Cardinale Girolamo Bernerio, O.P.
- Arcivescovo Galeazzo Sanvitale
- Cardinale Ludovico Ludovisi
- Cardinale Luigi Caetani
- Cardinale Ulderico Carpegna
- Cardinale Paluzzo Paluzzi Altieri degli Albertoni
- Cardinale Gaspare Carpegna
- Cardinale Fabrizio Paolucci
- Cardinale Francesco Barberini
- Cardinale Annibale Albani
- Cardinale Federico Marcello Lante Montefeltro della Rovere
- Vescovo Charles Walmesley, O.S.B.
- Arcivescovo John Carroll, S.I.
- Vescovo Benoît-Joseph Flaget, P.S.S.
- Arcivescovo Martin John Spalding
- Cardinale James Gibbons
- Vescovo Augustine Van de Vyver